# Georges Engel
Georges Engel (ur. 7 września 1968 w Differdange) – luksemburski polityk i samorządowiec, działacz Luksemburskiej Socjalistycznej Partii Robotniczej (LSAP), parlamentarzysta, w latach 2022–2023 minister.

## Życiorys
Ukończył szkołę średnią w Esch-sur-Alzette, następnie kształcił się w szkole pielęgniarstwa na Université Libre de Bruxelles, uzyskując w 1991 dyplom pielęgniarza społecznego. Pracował w centrum zdrowia i usług społecznych w rodzinnej miejscowości, następnie w administracji miejskiej w Pétange, gdzie odpowiadał za opiekę zdrowotną i socjalną w szkołach.
W 1993 wstąpił do Luksemburskiej Socjalistycznej Partii Robotniczej. W 1997 został radnym miejscowości Sanem, w latach 2005–2020 sprawował urząd burmistrza. Od 2010 do 2019 pełnił funkcję wiceprzewodniczącego LSAP. W 2012 zastąpił Lydie Err w Izby Deputowanych. Mandat posła do luksemburskiego parlamentu uzyskiwał następnie w wyborach w 2013, 2018 i 2023.
W 2020 został przewodniczącym frakcji deputowanych swojego ugrupowania. W styczniu 2022 dołączył do rządu Xaviera Bettela, obejmując stanowiska ministra sportu oraz ministra pracy, zatrudnienia, gospodarki społecznej i solidarnościowej. Zakończył urzędowanie w listopadzie 2023.